# 明位笃
明位篤（義大利語：Eustachio Vito Modesto Zanoli；1831年5月19日—1883年5月17日），是天主教義大利籍主教及方濟會會士。曾任湖北宗座代牧宗座代牧（1862年-1870年）和湖北東境宗座代牧宗座代牧（1870年-1883年）。

## 生平
明位篤出生於1831年5月19日在義大利北部摩德納省省會城市摩德納，15歲時加入方濟會，1854年2月19日，明位篤在23歲時晉鐸。1856年12月4日，明位篤在26歲時獲時任教宗庇護九世任命為，領銜馬格杜斯教區主教。
其後，他在一年後被派遣到中國湖北傳教，且任命為湖北宗座代牧區助理宗座代牧。1861年9月15日，由湖北宗座代牧徐伯達主教祝聖和就任。1862年9月2日徐伯達去世，明位篤自動接任成為湖北宗座代牧宗座代牧。
在明位篤上任後，按照1860年簽訂的《中法北京條約》規定，開始在湖北天主教公開傳教，並通過法國駐華公使向清政府索還天主教會在湖北產業。明主教將代牧區教座從應城縣王家榨遷到省會武昌花園山，並購地興建主教座堂和總修院。
1866年，明位篤主教還在漢口英租界內買地，興建漢口聖若瑟堂，並於1880年在其側興建醫院（即今的武漢市第二醫院），交予義大利籍嘉諾撒仁愛修女會修女管理。
1870年9月11日，時任教宗庇護九世發佈《在管理教務實踐中》通諭，將湖北代牧區一分為三。明位篤被任命為湖北東境宗座代牧區宗座代牧。
1883年5月17日 ，明位篤主教在中國武昌花園山病逝，享年52歲。他被葬于洪山墓地。